# صراف

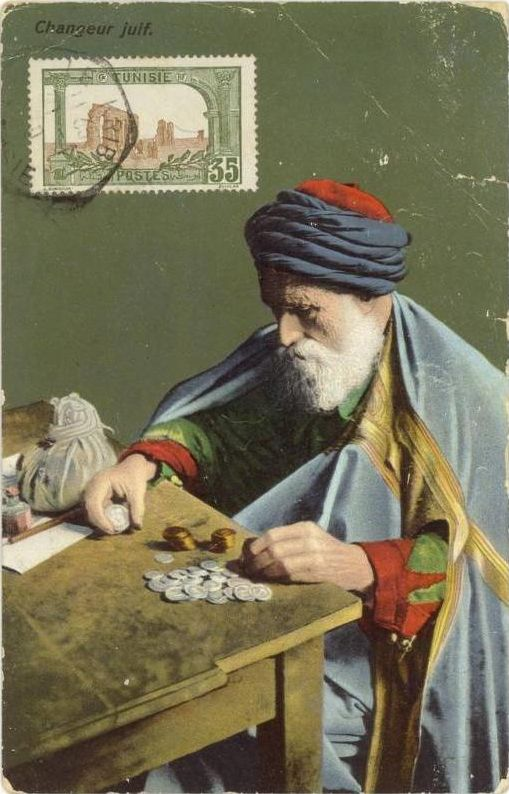
صراف یهودی در تونس

صراف شخص یا سازمانی است که کسب و کارش، تبادل سکه یا ارز یک کشور به پول رایج کشور دیگر است. عموماً تصور می‌شود این تجارت منشاء بانکداری مدرن در اروپا است.
ظهور پول کاغذی در اواسط قرن ۱۷ و توسعه بانکداری مدرن و نرخ ارز شناور در قرن ۲۰ اجازه توسعه به بازار ارز داد. این تحول یک راه برای بانک‌ها و سایر شرکت‌های مالی متخصص مانند تغییر دفاتر و کارگزاران فارکس بود که به راحتی تغییر پول یک کشور برای دیگری را با اعتماد به نفس و شفافیت ارائه دهند.
اواخر قرن ۲۰ نیز شاهد توسعه ماشین آلاتی بود که انواع پول را با سیستم‌های پیشرفته و سریع به یکدیگر تبدیل می‌کنند.

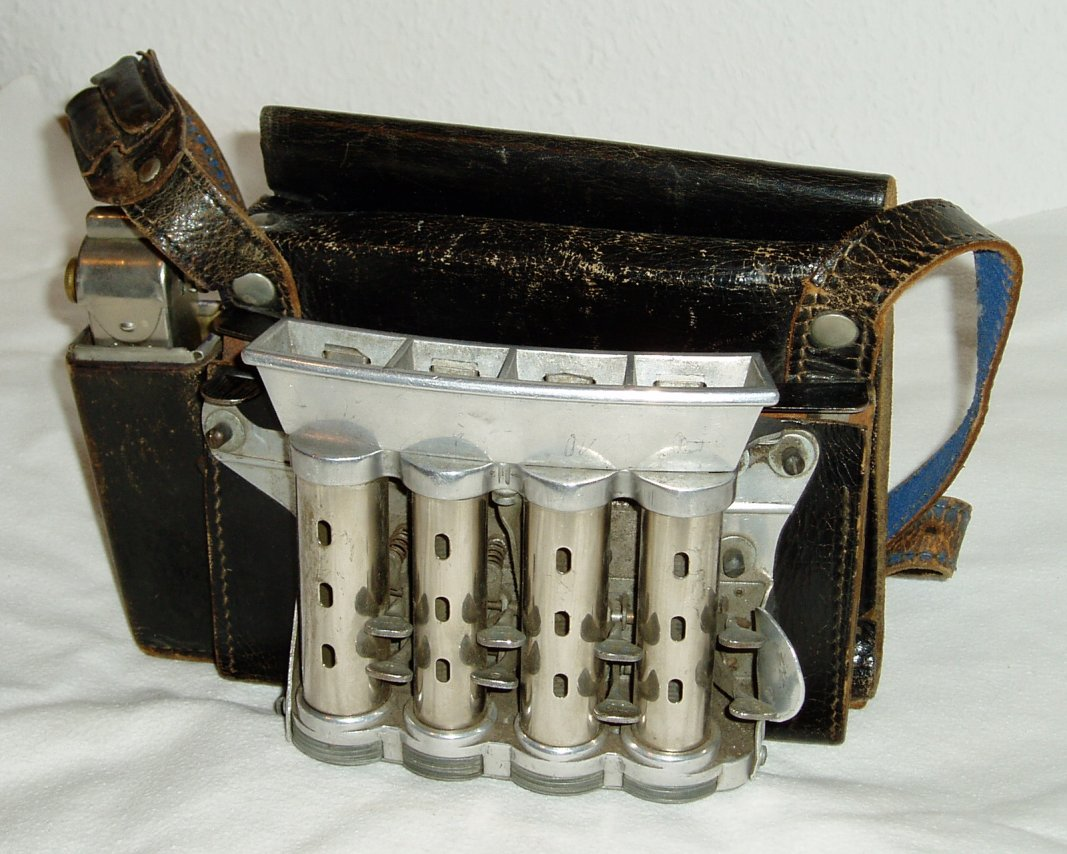
de یک دستگاه مکانیکی تغییر پول برای جمع‌آوری دستی کرایه

## پیشینه تاریخی

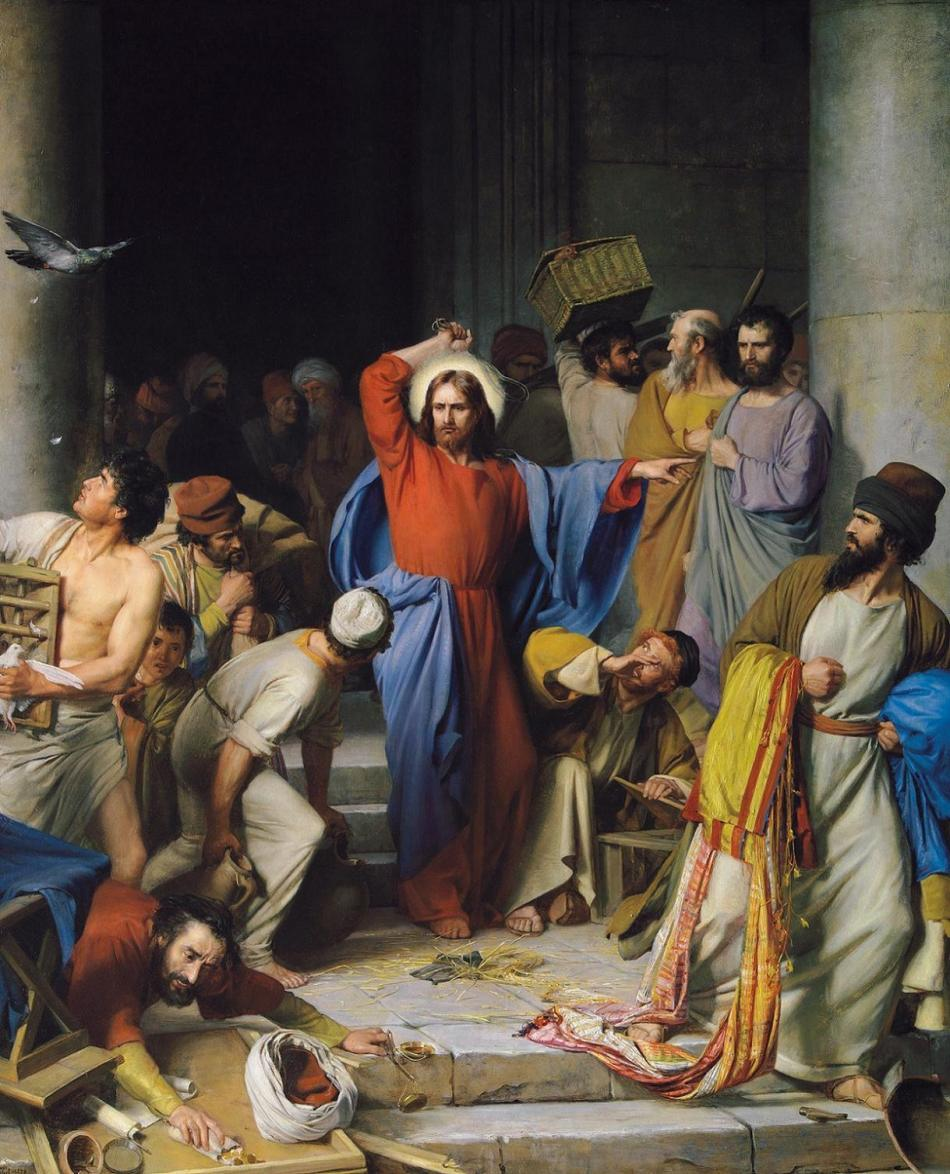
عیسی صرافان را از معبد دوم اورشلیم بیرون می‌کند.

در دوران باستان در اورشلیم، برای زیارت معبد یهودی در عید پسح روز مقدس یهودیان، برخی پول همراه خود را از ارز استاندارد یونانی و رومی به پول یهودی تغییر می‌دادند و کسانی به عنوان پرداخت در داخل معبد پذیرفته شده بودند. با این پول، زائر یک حیوان قربانی، معمولاً یک کبوتر یا یک بره می‌خرید تا برای مراسم و رویدادهای روز بعد آماده کند. پاکسازی معبد داستانی در اناجیل چهارگانه است که به این موضوع می‌پردازد و در آن عیسی مسیح با صرافان معبد اورشلیم درگیر می‌شود و صرافان را با خشونت از معبد بیرون می‌کند و به آنها می‌گوید که آنها محل مقدس را تبدیل به لانه دزدان کرده‌اند.
در طول قرون وسطی نیز در اروپا، بسیاری از شهرستانها و شهرها، سکه صادر شده خود را اغلب با چهره یک حاکم، مانند بارون منطقه‌ای یا اسقف ضرب می‌کردند و زمانی که بیگانگان، به ویژه تجار و بازرگانان به آنجا سفر می‌کردند، به تبادل سکه‌های خارجی آنان با پول محلی اقدام می‌کردند. تعویض پول با یک سکه خارجی با ارزیابی، ساییدگی و پارگی و سنجش ارزش و اعتبار انجام می‌شد.